# Imse vimse spindel
Imse vimse spindel är en barnvisa som ofta sjungs med tillhörande rörelser som följer orden i sången. Sången finns på flera språk.
När man sjunger de första raderna, "Imse vimse spindel klättrar upp för trå'n" så för man ena handens pekfinger mot den andra handens tumme, och vice versa och växlar i en uppåtgående, klättrande rörelse. När man sedan fortsätter med följande rader "ned faller regnet spolar spindeln bort" använder man öppna händer och gör en nedåtrörelse för att symbolisera det fallande regnet. Sedan kupar man händerna något i en uppåtgående rörelse samtidigt som man sjunger "upp stiger solen torkar bort allt regn" och sedan upprepar man fingerrörelserna för att symbolisera att "imse vimse spindel klättrar upp igen".
Sången finns på flera språk och sjungs med likartade gester även om textens detaljer är annorlunda. På engelska heter spindeln "Itsy Bitsy Spider" eller "Eensy Weensy Spider" och klättrar i ett stuprör, "climbed the water spout". Och det är ju logiskt att spindeln spolas bort när regnet fyller stupröret med vatten. Detta har varit bekymmersamt för översättare av engelskspråkiga barnböcker som illustrerat versen. En översättare valde att ändra på svenska: "Imse vimse Spindel klättrar i ett stuprör / Så kommer regnet och spindeln spolas utför".
På danska heter han "Lille Peder Edderkop" och klättrar uppför muren. På norska är det "Petter Edderkopp" som klättrar på min hatt. På isländska är det Kalle Spindel, "Kalli litli könguló", som klättrar i ett träd. På finska får dock spindeln klättra på en tråd ("kiipes' langalleen") precis som på svenska. Men där har man förlängt sången med två strofer till som handlar om en myra och en syrsa. På holländska heter det "Hanse panse kevertje", och på tyska "Imsi Wimsi Spindlein".
Ursprunget är höljt i dunkel. Olle Widestrand har skrivit den ryskklingande textvarianten "Imsi vimsi spindski" och Clas Rosvall skrev "En viksig visa".
Ett relativt okänt faktum är att textbearbetning av visan gjordes 1985 av Leif Walter och Gert-Ove Smedlund. Huvudsakligen ändrade de tempus i texten från preteritum till presens. Den sistnämnda tidsformen är vanligare idag, tidigare hade visan bara publicerats i visboken Nu ska vi sjunga.
En annan text på svenska heter Hoppe hoppe hare, skriven av Ingrid Fernholm.

## Alternativa versioner
- "Rockspindeln" är en variant där man klappar händerna som i Queenlåten We will rock you.
- "Lilla spindeln" är en variant på i-språket, samt väldigt små handrörelser.
- "Stora spindeln" sjungs med mörkare röst och rörelserna görs med hela kroppen.
- "Busiga spindeln" skiljer sig från originalet på så vis att andra halvan av varje rad sjungs extra snabbt.

## Publiceringar
- Nu ska vi sjunga, 1943
- Barnvisor och sånglekar till enkelt komp, 1984 (publicerad med "Hoppe Hare")
- Barnens svenska sångbok, 1999, under rubriken "Sång med lek och dans".